# Mestes
Mestes (Mestas auf Okzitanisch) ist eine französische Gemeinde mit 340 Einwohnern (Stand 1. Januar 2022) im Département Corrèze in der Region Nouvelle-Aquitaine.

## Geografie
Die Gemeinde liegt im Zentralmassiv südlich des Plateau de Millevaches und dem Regionalen Naturpark Millevaches en Limousin am rechten Ufer der Diège, einem rechten Nebenfluss der Dordogne. An der südwestlichen Gemeindegrenze verläuft die Artaude. Tulle, die Präfektur des Départements, liegt ungefähr 60 Kilometer südwestlich, Ussel etwa 6 Kilometer nördlich und Bort-les-Orgues rund 20 Kilometer südöstlich.
Nachbargemeinden von Mestes sind Ussel im Norden, Saint-Exupéry-les-Roches im Osten, Chirac-Bellevue im Süden sowie Valiergues und Saint-Angel im Westen.

### Verkehr
Der Ort liegt ungefähr sieben Kilometer südöstlich der Abfahrt 23 der Autoroute A89.

## Wappen
Beschreibung: Das goldene Wappen ist geviert, heraldisch rechts oben und links unten ein blaues Ankerkreuz und links oben und rechts unten ein schwarzer Schrägbalken mit drei fünfstrahligen silbernen Sternen belegt.

## Bevölkerungsentwicklung
| Jahr      | 1962 | 1968 | 1975 | 1982 | 1990 | 1999 | 2007 | 2016 |
| Einwohner | 204  | 216  | 202  | 204  | 263  | 262  | 296  | 356  |